# Estrada europeia 801
A Estrada Europeia 801 ou E801 inicia-se na   A 14  na Figueira da Foz através do   IP 3  passando por Viseu e daí para a frente através da   A 24  até Chaves e a fronteira com Espanha em Verín onde passa a ser a A-75. Tem um comprimento total de 257 km.

## Itinerário
- Coimbra – Viseu – Vila Real - Chaves
- Verín